# Historia de Resistencia
La comprensión de la historia de Resistencia (ciudad capital de la provincia del Chaco, Argentina) requiere conocer dos aspectos: su ubicación y su relevancia histórica. Geográficamente se halla enclavada en la región del Gran Chaco, atravesada por el río Negro a pocos kilómetros de su desembocadura sobre el río Paraná; en la orilla opuesta del Paraná se encuentra la ciudad de Corrientes, a la que está ligada incluso desde antes de la fundación por la importancia y cercanía de esta. En el plano histórico, toda la región que hoy corresponde a la provincia del Chaco no estuvo bajo la efectiva administración hispana ni argentina hasta la fundación del pueblo y colonia de Resistencia en 1875, que marcó así el comienzo de la colonización de la actual Provincia del Chaco. Pocos años después fue designada capital del Territorio Nacional del Chaco, lo que sumado al acelerado proceso de incorporación de las tierras productivas circundantes posicionaron pronto al pueblo en una importante ciudad. Esto puede apreciarse en los censos nacionales, los cuales a partir de 1914 la sitúan como la más poblada del Nordeste Argentino.
Con anterioridad a la llegada de los españoles estuvo poblada por indios del grupo lingüístico guaycurú. Una vez arribados los españoles, la zona de Resistencia formó parte de la frontera interior del país con el territorio indígena, sin haber sido efectivamente sometida a la administración española primero ni argentina después. De todos modos, existieron algunos intentos de ocupar el lugar, fundamentalmente debido a su cercanía con Corrientes. El más importante de ellos fue la reducción indígena de San Fernando del Río Negro a mediados del siglo XVIII, que legó el nombre de San Fernando al anónimo paraje. En 1865 se creó la reducción de San Buenaventura del Monte Alto en lo que hoy es un barrio de la ciudad, la reducción no prosperó pero permitió la formación de un pequeño núcleo poblacional criollo dedicado a la extracción de madera de los montes nativos que sí perduró. De modo que cuando la Nación resolvió en 1875 la fundación del pueblo y colonia de Resistencia, el paraje San Fernando ya se encontraba poblado. La joven Resistencia creció rápidamente amparada por la política nacional de apoyo a la inmigración, que aquí se tradujo en el arribo en 1878 de ciudadanos italianos (específicamente friulanos). Entre 1875 y 1890 aproximadamente, el relato se confunde con la historia de la provincia del Chaco, por ser su único centro poblado y la base desde donde se planificó su ocupación.

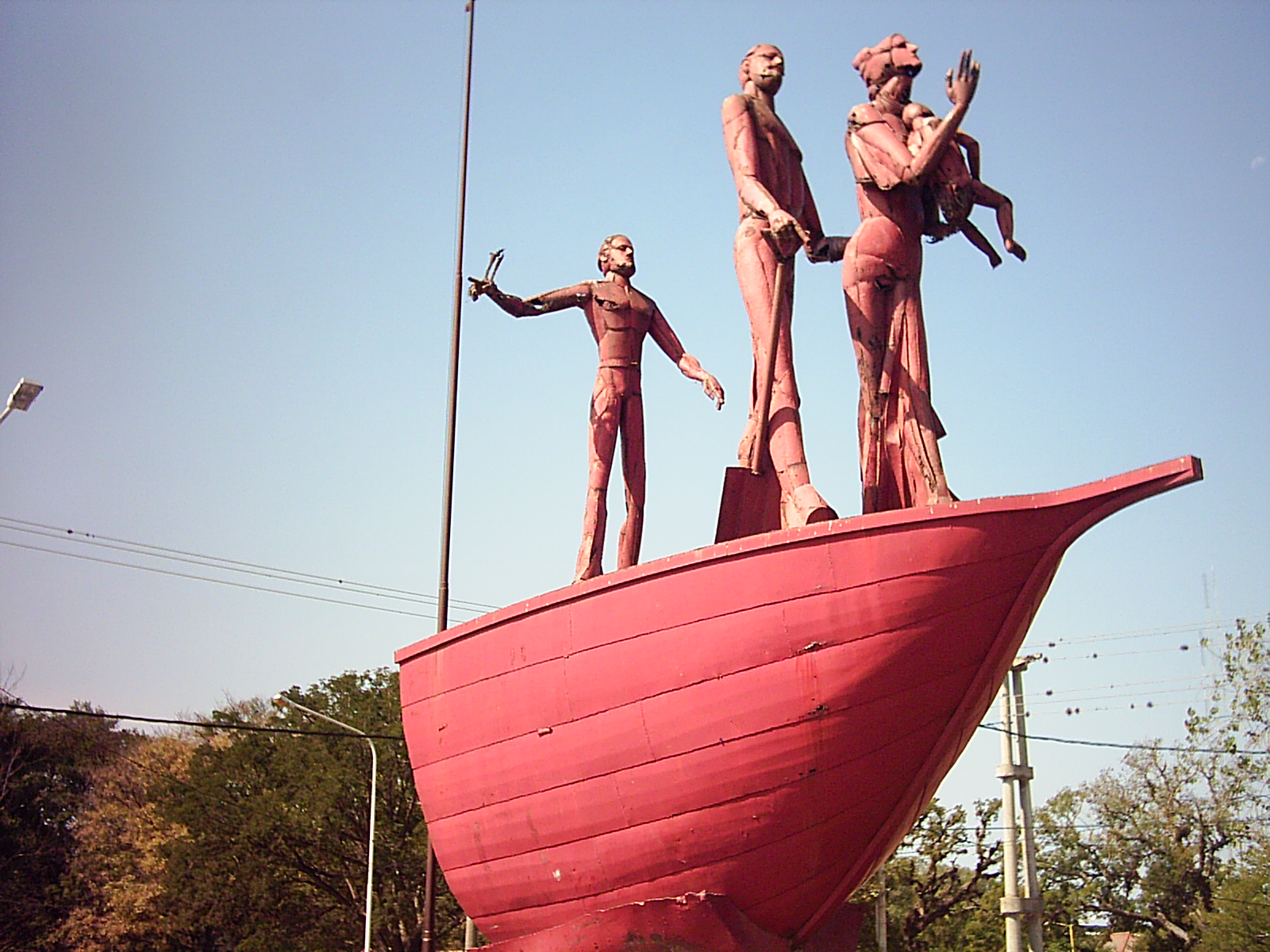
Escultura que simboliza el hito del arribo del primer contingente de inmigrantes italianos a la ciudad.

Una industrialización temprana y buenas vías de comunicación impulsaron el desarrollo de la ciudad durante la primera mitad del siglo XX. A medida que crecía absorbió a otras tres poblaciones cercanas para formar el Gran Resistencia, entre las que se cuenta Barranqueras, salida natural de la ciudad hacia el río Paraná y con la que comparte un origen y desarrollo común. El último cuarto de siglo vio caer la actividad industrial y aumentar exponencialmente el sector servicios, al mismo tiempo que la empobrecida población del interior provincial se movía en masas a los suburbios resistencianos. Estos se volvieron cada vez más grandes, a la vez que situaron a Resistencia como una de los aglomerados con peores indicadores socioeconómicos del país. A mediados de los años 1960 surgió la idea de embellecer la urbe con esculturas sembradas por doquier, manifestación que continuó con los años y le valió el título de Ciudad de las Esculturas, oficializado en 2006 por el Senado de la Nación. Desde fines del siglo XX la ciudad intenta entablar una relación más amigable con el medio que la rodea, caracterizado por la abundancia de lagunas y montes que hasta ese momento habían sido sistemáticamente rellenados y talados respectivamente. La inauguración a comienzos del siglo XXI de un paseo costanero, un gran parque urbano y el embellecimiento de varios espejos de agua de la zona urbana son fiel reflejo de esta política.

## Población indígena
La zona oriental del Chaco, y particularmente la lindera con los ríos Paraná y Paraguay estuvo habitada por tribus de la familia lingüística guaycurú, de origen pámpido. Se destacaban fundamentalmente los abipones, mocovíes y tobas. La llegada de los españoles y la introducción del caballo provocó que los abipones se movieran durante el siglo XVIII más al sur, quedando muy relacionados con la historia colonial de Corrientes y Santa Fe de la Vera Cruz. También se encontraron comunidades de la parcialidad vilela, del complejo étnico lule - vilela, quienes habitaban la sección occidental del Chaco pero fueron empujados a la sección oriental durante la última etapa previa a la ocupación argentina del territorio. 
Estos pueblos originarios vivían mayoritariamente de la recolección de frutos silvestres, la caza y la pesca. Las habilidades guerreras de estas etnias fueron también la principal razón por la cual todo el Gran Chaco permaneció vedado al dominio español y argentino hasta bien entrado el siglo XIX.

## Antecedentes de ocupación hispana y argentina
Durante el lapso en el cual el Chaco no pudo ser sometido a los dominios español ni argentino, la zona de la actual Resistencia fue poblada sólo de forma esporádica, principalmente por su cercanía a la ciudad de Corrientes. Los correntinos tenían dos motivos para intentar el poblamiento del margen contrario del Paraná: uno económico (ampliar tanto los campos como la explotación forestal) y el otro referente a la seguridad, ya que tener un asentamiento en esta orilla actuaría como valla de contención frente a los ataques indígenas. En esa época los principales intentos de ocupación correspondían a las ciudades ubicadas en la frontera interna con el Chaco. No obstante, en Corrientes la necesidad no fue tan apremiante, dado que el río Paraná actuaba como un límite más sencillo de defender que los campos llanos del resto de las comunidades de frontera. 
El primer registro de poblamiento se remonta a 1616, cuando se asentó una reducción llamada San Francisco en la costa chaqueña del Paraná, a 3 leguas de Corrientes. En la misma cohabitaban varias parciales indígenas bajo el mando de Fray Pedro Montero, perteneciente al Convento de La Merced. La vida fue muy precaria, debiendo ser trasladada a la costa situada al sur de la ciudad de Corrientes, donde fue finalmente abandonada en una fecha no precisada.
La caída de Concepción de Buena Esperanza en 1632 significó la pérdida total de dominio sobre las tierras chaqueñas. Los belicosos indios chaquenses gracias al empleo del caballo aumentaron el radio de acción de sus ataques, poniendo en jaque incluso a la ciudad de Santa Fe. Los malones se iban recrudeciendo, y el río Paraná era cada vez menos obstáculo para los mismos. Durante la primera mitad del siglo XVIII las costas correntinas sufrieron intentos ataques, lo que sumado a la experiencia recogida en otras ciudades de frontera movió a los gobernantes de Corrientes a buscar una nueva alternativa a la simple represalia de los ataques que habían llevado hasta entonces: acuerdos de paz y reducciones aborígenes a cargo de sacerdotes jesuitas.

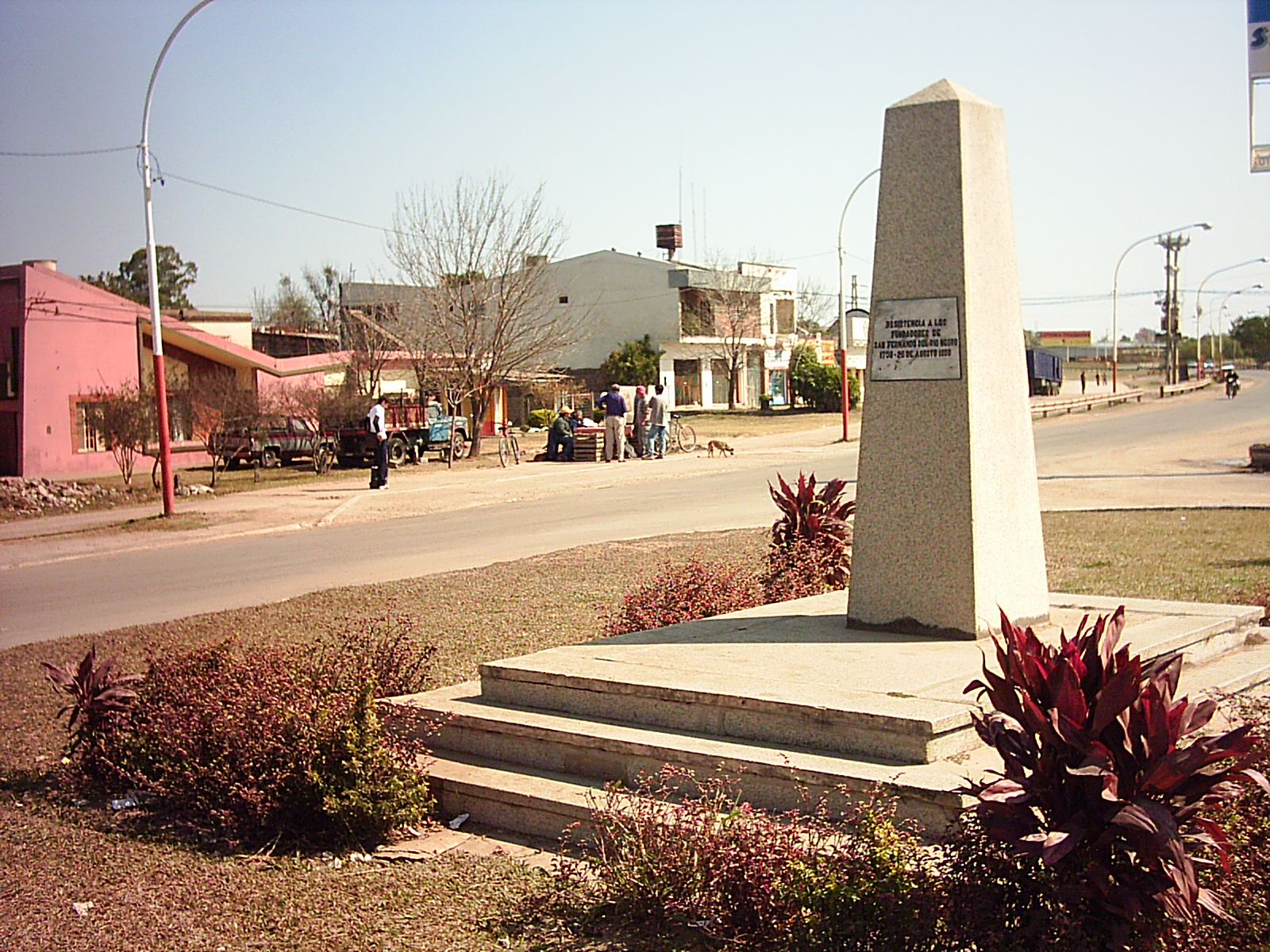
Monolito en homenaje a los fundadores de la reducción de San Fernando del Río Negro, que se asentó en parte de lo que hoy es Resistencia y le dio al paraje el nombre de San Fernando.

El éxito de los jesuitas en cuanto a dos reducciones instaladas en la provincia de Santa Fe suscitó la atención de Nicolás Patrón, gobernador de Corrientes. Asistido por el gobernador de Santa Fe Vera y Mujica, logró una entrevista con el cacique Ychoalay —quien ya formaba parte de una reducción— y el cacique abipón Ñaré Alaykín, donde logró un tratado de paz que derivó en la creación de la reducción de San Fernando del Río Negro el 26 de agosto de 1750. San Fernando —ubicada en un sector que hoy ocupa el espacio urbano de Resistencia, a menos de 1 kilómetro del río Negro— tuvo como primer Corregidor al propio cacique Ñaré, cuya decidida fidelidad fue vital para el normal desenvolvimiento de la misma. Hasta la expulsión de los jesuitas en 1767 la reducción consiguió lentos pero seguros resultados, destacándose una desacostumbrada paz para la ciudad de Corrientes y hasta una economía en ascenso. La orden franciscana que quedó a cargo de la reducción no supo mantener la misma, acobardada por el desconocimiento del idioma y los rigores del clima. En 1773 las instalaciones ya habían sido destruidas por los mocovíes (históricos rivales de los abipones) y los reducidos trasladados cerca de Bella Vista. Ante la negativa de los mocovíes en aceptar el poblado, la guarnición militar que permanecía fue finalmente abandonada. La reducción tuvo honda repercusión pese a su breve tiempo de vida, y fue sin dudas en la zona el intento más exitoso de poblamiento anterior a la fundación de Resistencia; el paraje ya no sería un lugar anónimo, sino que asimiló el nombre de San Fernando, el cual mantuvo hasta la creación de Resistencia. A diferencia de otras reducciones que atravesaron el mismo proceso, no hubo más intentos de repoblarla. Esto se debe a que la virulencia de los ataques indígenas había cesado aún con los restos de la reducción instalados en la provincia de Corrientes. Corrientes dio por satisfecha sus necesidades de seguridad, aunque esto significara un retroceso territorial.
En los años venideros los pueblos originarios parecieron haberse resignado a la superioridad criolla, que además ya contaba con ciudades lo suficientemente fuertes como para ejercer una defensa y ataque más efectivos que los de comienzos del siglo XVIII. Fue por tanto una época de relativa tranquilidad hasta la irrupción de los hechos que devinieron en el surgimiento del Estado Argentino.

### La ocupación argentina
A partir de 1810 el foco de las autoridades tuvo que ser puesto forzosamente en la defensa frente a los realistas españoles y en las secesiones internas; los aborígenes del Chaco pronto se dieron cuenta de que la línea de fortines había quedado desguarnecida, y sus entradas se volvieron a sentir en las campañas de frontera. Una vez declarada la independencia en 1816 la situación no tuvo cambios sustanciales hasta 1852, en virtud de las guerras internas que asolaron el país. Nuevamente cada provincia (e incluso cada departamento) tuvo que hacer su propio trabajo de defensa sobre el territorio. Corrientes optó por una serie de acuerdos con caciques indígenas, que le permitieron vivir en una relativa tranquilidad apenas opacada por hechos aislados. A esto debe sumarse el impacto de la cultura criolla en la vida de los naturales, que obligó a los mismos a acercarse a las ciudades de frontera para hacerse de artículos que se volvieron de suma necesidad para ellos. Puntualmente integrantes de la etnia toba se instalaron cerca de Corrientes con este propósito.